# Лихтин, Виталий Алексеевич
Виталий Алексеевич Лихтин (бел. Віталь Аляксеевіч Ліхцін; род. 30 июля 1995, Октябрьский, Минская область) — белорусский футболист, полузащитник клуба «Сморгонь».

## Карьера

### «Торпедо» Минск
Воспитанник жодинского «Торпедо-БелАЗ», но за эту команду не провел ни одного матча. В начале 2016 года перешёл в минское «Торпедо». Дебютировал за клуб 16 апреля 2016 года в матче против клуба «Смолевичи-СТИ», выйдя на замену на 88 минуте. Сыграл за основную команду в 6 матчах во всех турнирах и в июле 2016 года покинул клуб.

### «Ошмяны-БГУФК»
В августе 2016 года футболист присоединился к клубу «Ошмяны-БГУФК». Дебютировал за клуб 13 августа 2016 года в матче против «Лиды». Сыграл за клуб в 7 матчах и по окончании сезона покинул клуб, результативными действиями не отличившись.

### «Осиповичи»
В начале 2017 года футболист стал игроком «Осиповичей». Дебютировал за клуб 8 апреля 2017 года в матче против бобруйской «Белшины». Футболист сразу же закрепился в основной команде клуба. Дебютный гол за клуб забил 7 октября 2017 года в матче против «Сморгони». По итогу сезона футболист вместе с клубом занял предпоследнее место в турнирной таблице и вылетел во Вторую лигу. В начале 2018 года продолжил выступать за осиповичский клуб.

### «Спутник» Речица
В июле 2018 года футболист присоединился к речицкому «Спутнику». Вместо с клубом стал бронзовым призёром Второй лиги и получил повышение в Первую лигу. Новый сезон за клуб начал 13 апреля 2019 года с матче против «Сморгони». Первым забитым голом за клуб отличился 5 мая 2019 года в матче против «Барановичей». На протяжении сезона футболист был одним из ключевых игроков речицкого клуба. В январе 2020 года футболист покинул клуб.

### «Крумкачи»
В феврале 2020 года футболист перешёл в «Крумкачи». Дебютировал за клуб 18 апреля 2018 года в матче против микашевичского «Гранита». Футболист сразу же стал одним из ключевых игроков клуба. Дебютный гол за клб забил 12 сентября 2020 года в матче против гомельского «Локомотива». По итогу сезона футболист вместе с клубом стал бронзовым призёром Первой лиги, тем самым отправившись в стыковые матчи на повышение в классе. В стыковых матчах по сумме встреч сильнее оказался «Слуцк», который одержал победы в обоих матчах.
В декабре 2020 года футболист продлил контракт с клубом ещё на сезон. Новый сезон футболист начал на скамейке запасных. Первый матч в новом сезоне сыграл 30 апреля 2021 года против «Лиды», выйдя на замену на 81 минуте. На протяжении сезона футболист так и не смог закрепиться в основной команде минского клуба. По итогу сезона снова стал бронзовым призёром Первой лиги, снова отправившись в стыковые матчи. В стыковых матчах по сумме встреч сильнее оказалась мозырская «Славии». В декабре 2021 года футболист покинул клуб.

### «Сморгонь»
В марте 2022 года футболист перешёл в «Сморгонь». Дебютировал за клуб 10 апреля 2022 года в матче против «Слонима-2017», выйдя на замену на 61 минуте. Первым результативным действием отличился в следующем матче 15 апреля 2022 года против гомельского «Локомотива» отдав голевую передачу. Дебютный гол за клуб забил 28 мая 2022 года в матче Кубка Беларуси против «Щучина». Первый гол в чемпионате забил 13 августа 2022 года в ответном матче против «Слонима-2017». В матче 26 августа 2022 года против «Барановичей» отличился забитым дублем. По итогу сезона футболист стал серебряным призёром Первой лиги.
В начале 2023 года футболист продолжил готовиться к новому сезону со сморгонским клубом. Дебютировал в рамках Высшей лиги в матче 19 марта 2023 года против бобруйской «Белшины», отличившись незабитым пенальти. На протяжении первой половины сезона футболист провёл за клуб 7 матчей в рамках чемпионата, результативными действиями не отличившись, чередуя матчи в стартовом составе и со скамейки запасных. В июле 2023 года футболист покинул сморгонский клуб. За полтора года в клубе отличился 5 забитыми голами и 7 результативными передачами во всех турнирах.

### «Жодино-Южное»
В августе 2023 года футболист стал игроком «Жодино-Южного». Дебютировал за клуб 11 августа 2023 года в матче против пинской «Волны», выйдя на поле в стартовом составе. Футболист сразу же смог закрепиться в основной команде жодинского клуба, став игроком стартового состава, единожды даже выведя команду на поле с капитанской повязкой. Вместе с клубом футболист смог занять итоговое седьмое место в чемпионате, однако результативными действиями по итогу сезона так и не отличился. По окончании сезона футболист покинул жодинский клуб.

### «Сморгонь»
В январе 2024 года футболист проходил просмотр в «Слуцке». Вскоре футболист официальном присоединился к слуцкому клубу. В марте 2024 года футболист расторг контракт со «Слуцком», за который так и не дебютировал, и вскоре присоединился к «Сморгони».